# Ben Ogden
Pour les articles homonymes, voir Ogden.
Ben Ogden est un fondeur américain, né le 13 février 2000. 

## Biographie
Originaire de Landgrove, il étudie à l'université du Vermont.
Il commence à concourir sur des compétitions officielles durant la saison 2015-2016 et gagne sa première course junior en Suisse en 2017.
Gus Schumacher est sélectionné pour sa première compétition avec l'équipe nationale aux Championnats du monde junior 2018 à Goms, terminant septième du dix kilomètres classique et gagnant la médaille d'argent avec le relais.
En 2018-2019, son hiver est centré aussi sur les Championnats du monde junior à Lahti, ajoutant deux top dix à son palmarès avec une huitième place au sprint et une dixième place au trente kilomètres. Sur le relais, il aide son équipe à remporter la médaille d'or.
Un mois plus tard, il apparaît pour la première fois en Coupe du monde aux Finales de Québec (66e).
Finaliste du sprint aux Championnats du monde junior 2020 à Oberwiesenthal, il conserve aussi son titre sur le relais.
Alors qu'il entame sa saison tard dans l'hiver, il reçoit une sélection pour les Championnats du monde 2021, où son meilleur résultat individuel est 17e au sprint classique. Cet hiver, il se classe aussi onzième du sprint aux Championnats du monde des moins de 23 ans.
En 2021-2022, Ogden démarre sa saison dans le groupe pour la Coupe du monde et vient chercher un bon résultat de suite avec une treizième place au sprint classique de Ruka. Il améliore cette performance d'une place au sprint libre de Davos, se qualifiant pour sa première demi-finale à ce niveau. Son hiver se poursuit avec une sélection pour le Tour de ski, puis pour les Jeux olympiques de Pékin

## Palmarès

### Championnats du monde
| Épreuve / Édition        | Sprint                           | Sprint    | 15 km | 15 km                            | Skiathlon 2 × 15 km | 50 km | Relais | Relais    |
| Épreuve / Édition        | libre                            | classique | libre | classique                        | Skiathlon 2 × 15 km | 50 km | Sprint | 4 × 10 km |
| Mondiaux 2021 Oberstdorf | Épreuve inexistante à cette date | 17e       | -     | Épreuve inexistante à cette date | 45e                 | -     | -      | -         |

Légende :
- : pas d'épreuve
- — : non disputée par Ogden

### Coupe du monde
- 1 podium : 1 troisième place.

#### Courses par étapes
- Tour de Ski : 1 podium d'étape.

#### Classements détaillés
| Saison / Épreuve | Saison / Épreuve | Général | Général | Distance | Distance | Sprint | Sprint |
| Saison / Épreuve | Saison / Épreuve | Class.  | Points  | Class.   | Points   | Class. | Points |
| ---------------- | ---------------- | ------- | ------- | -------- | -------- | ------ | ------ |
| 2022             |                  |         |         |          |          |        |        |

### Championnats du monde junior
- Médaille d'or du relais en 2019 à Lahti.
- Médaille d'or du relais en 2020 à Oberwiesenthal.
- Médaille d'argent du relais en 2018 à Goms.